# Esteban Campodónico
Esteban Campodónico Figallo (Chiavari, 2 de agosto de 1866 - Panamá, 23 de octubre de 1938) fue un médico, catedrático, humanista y filántropo italoperuano.
Su familia emigró al Perú en 1879 cuando tenía 13 años. Estudió en la Facultad de Ciencias y luego en la Facultad de Medicina de Lima –hoy San Fernando- de la Universidad Mayor de San Marcos, la más antigua de América, de la que fue luego catedrático, obteniendo en 1923 la primera cátedra de Radiología y donde fue distinguido como catedrático Honorario en 1930. Dirigió el Hospital Italiano durante 30 años y formó parte de la Sociedad Italiana de Beneficencia y Asistencia, integró el directorio de la Sociedad de Beneficencia Pública de Lima, fue concejal de la municipalidad de Lima en dos ocasiones, y recibió importantes distinciones honoríficas. Su producción científica consta de diversos artículos médicos publicados en revistas especializadas Crónica Médica y en Anales de la Facultad de Medicina, así como un tratado de Radiología Clínica. Desde 1995 su voluntad testamentaria se hace realidad en el Perú a través del Premio Esteban Campodónico Figallo, que reconoce, con su legado económico, los aportes destacados al Perú en distintas áreas del quehacer humano.

## Llegada al Perú
La familia Campodónico Figallo procedía de Chiavari, una ciudad litoral de la región Liguria. Su padre Michele, llegó a edad temprana al Perú durante el boom del guano, y comenzó a forjar una economía sólida en Lima a partir de la actividad comercial, como varios inmigrantes italianos que llegaron de manera más bien espontánea. Se casó en Chiavari en 1865 con la joven Angela Figallo quien permaneció unos años en dicha ciudad, mientras la familia iba creciendo y su esposo viajaba para mantener sus negocios. Hacia 1879 –coincidiendo con el inicio de la Guerra del Pacífico- emigró todo el grupo familiar: el hijo mayor Stefano (Esteban, castellanizado), y cinco hermanas. En Lima nacieron tres hermanas.  En 1880 inició sus estudios escolares de primaria y secundaria en el Seminario de Santo Toribio de Mogrovejo.

## Formación médica y especialidades
En el año de 1887, se inscribió en la Facultad de Ciencias de la Universidad Mayor de San Marcos, la más antigua de América. Ahí fue alumno de Enrique Guzmán y Valle y de Miguel Colunga, este último discípulo y en su momento asistente en la cátedra del sabio Antonio Raimondi. Luego de los dos primeros años de estudios, y de presentar su tesis de Bachillerato sobre la ““Psoralea glandulosa (culen)” en 1889, se inscribió en la Facultad de Medicina de Lima, donde se graduó en 1895. Recibió las dos contentas de Bachiller y Doctor, principales distinciones universitarias otorgadas a los mejores alumnos de entonces. Su tesis de bachillerato se titula "Breves consideraciones sobre algunos casos de traumatismo medular" (1894); y la tesis de doctorado fue "Consideraciones sobre algunos casos de embarazo extra-uterino" (1896). Fue interno de los hospitales de Santa Ana y Dos de Mayo con el primer calificativo, expedido en 1893.
Era reciente el impacto en la comunidad médica de la inmolación del estudiante de medicina Daniel Alcides Carrión, quien se inoculó a sí mismo el mal de la verruga y se convirtió así en héroe de la medicina peruana. Como otros colegas, el doctor Campodónico se interesó por el tema y escribió "Observaciones sobre un caso interesante de verruga peruana", publicado en Crónica Médica, en febrero de 1895.
Se interesó por la Oftalmología, especialidad que estudió en la Universidad de Bolonia donde se graduó con la nota máxima tras presentar una tesis sobre la verruga andina (1908). Durante su permanencia en Italia representó al Perú en el Congreso de Oftalmología de Nápoles.  En 1909 representó a la colonia italiana del Perú en el congreso de los italianos residentes en el extranjero que se reunieron en Roma.  Allí presentó un estudio sobre la colonia italiana en el Perú. Ese año viajó a realizar estudios de Radiología en la Universidad de Viena.
Campodónico visitó diversos estudios radiológicos en Austria, Italia, Francia y Estados Unidos, realizando pasantías para conocer de primera mano el trabajo que se realizaba en los lugares de mayor prestigio. Varias de ellas se realizaron en 1909 y el resto entre 1917 y 1918. Para 1921, contaba con el más moderno equipo de Rayos X en su consultorio.

## Hospital Italiano Vittorio Emanuelle II
En Lima, ingresó a trabajar al Hospital Italiano Vittorio Emanuelle II, desde 1898. Fue discípulo del doctor Ernesto Mazzei, a quien reemplazó en la jefatura de la sección Oftalmológica, dirigiendo también el dispensario oftalmológico gratuito con un equipo médico de primer nivel. Dirigió el hospital durante 30 años, desde 1907.
La sede del hospital se ubicaba entonces en la avenida Abancay, y mucho después dio paso a la construcción de una moderna clínica italiana, en el distrito de San Isidro, la cual desapareciera en 1997 luego de la crisis de los rehenes en la residencia del embajador japonés.

## Catedrático
En la Facultad de Medicina de Lima, a la que ingresó como auxiliar de la Cátedra de Anatomía Descriptiva, fue nombrado catedrático en 1916.  Tres años después regentó la Cátedra de Anatomía Descriptiva.
En 1918 importó para su consultorio particular un aparato de Rayos X, y en 1921 trajo a Lima la instalación de radiología más completa de la época, equipada con un moderno equipo Snook de la Victor X-Ray Corporation de Chicago, que incorporaba un tubo Coolidge termoeléctrico. Este sistema ofrecía una calidad de imagen y un rendimiento muy superiores a los modelos termoiónicos anteriores. Puso este avanzado equipo a disposición de sus alumnos, con el propósito de enriquecer su formación académica y práctica.
 

Fue laureado en un concurso de la Facultad de Medicina de Lima, por el cual fue promovido en 1923 como primer titular de la recién creada cátedra de Radiología Clínica. Campodónico escribió ese año “Radiología Clínica” uno de los pocos libros para la enseñanza académica en el Perú durante muchos años. Centurión Herrera refiere sobre su cátedra:
La práctica en los estudios radiológicos del doctor Campodónico es la garantía más segura sobre la eficiencia de su labor docente (p. 227).
Tuvo a cargo la cátedra hasta 1930, y fue sucedido por el doctor Oscar Soto. Ese año fue nombrado como catedrático Honorario de la Universidad de San Marcos.

## La Sociedad Italiana de Beneficencia, membresías, reconocimientos
Tuvo una participación destacada en la Sociedad Italiana de Beneficencia y Asistencia, y durante 30 años dirigió el Hospital Italiano Vittorio Emanuelle II.
Fue miembro destacado del Círculo Médico Peruano al que benefició en dos oportunidades con donaciones para impulsarlo. Tuvo una participación destacada en la Sociedad de Beneficencia Pública de Lima, siendo Inspector en el Dispensario General Antituberculoso de 1931 a 1934; en 1933 ejerció el cargo de Inspector del establecimiento escuela taller Santa Teresa, habiendo donado en 1931 un equipo de Rayos X.
En la Sociedad Geográfica de Lima, a la que fue presentado por Horacio Urteaga, era miembro activo desde el año 1914. En dos ocasiones, 1914 y 1922,  formó parte del Concejo Provincial de Lima, que en su momento le otorgó una medalla de oro por su labor filantrópica y permanente hacia los menesterosos en el Hospital Italiano.
Centurión Herrera, en su libro por el centenario de la Independencia del Perú se refiere al doctor Esteban Campodónico como un destacado integrante de la colonia italiana, ya que fue Comendador de la Orden de la Corona de Italia, en 1921 fue nombrado Caballero de la Orden de los Santos Mauricio y Lázaro, y en 1928 fue nombrado Comendador de la Orden de San Gregorio Magno.
La Sociedad Peruana de Radiología se constituyó días antes de su fallecimiento.  En la convocatoria previa a la constitución oficial, el 14 de octubre de 1938, en ausencia fue designado como Miembro Honorario de la misma. En la primera sesión ordinaria de su historia, realizada el 23 de noviembre de ese año, el doctor Sánchez Checa pidió a los asistentes ponerse de pie en su memoria.  Allí estuvieron sus sobrinos, los médicos Julio Raffo, Ernesto Raffo y Carlos Brignardello.

## Fallecimiento y legado
En agosto de 1937, el doctor Esteban Campodónico, quien no tuvo hijos, redacta un testamento ológrafo en el cual, además de heredar sus bienes principalmente a sus hermanas, deja un legado económico a manera de fondo intangible en el Citibank de Nueva York para crear un Premio que llevara su nombre, con el cual se reconozcan los servicios destacados al Perú. Dicho Premio, hoy denominado Premio Esteban Campodónico, operaría con los intereses procedentes del fondo intangible. 
Cuando se encontraba en los Estados Unidos, contrajo matrimonio con doña Ethel C. Graff Hildebrandt (Oakland, California, 30 de junio de 1938). El matrimonio fue motivo para que el doctor Campodónico añada una adenda al testamento, por el cual todo lo referido a la creación del Premio quedaría en suspenso para garantizar la supervivencia de su esposa en caso de su fallecimiento.
Don Esteban Campodónico se encontraba de viaje rumbo a Lima con su esposa, a quien presentaría a su familia, cuando le sobrevino una bronconeumonía que obligó a desembarcarlo e internarlo en el Hospital Gorgas de Panamá, adonde falleció casi a la medianoche del 23 de octubre de 1938, a los 72 años, dos meses y 21 días, como consta en el certificado de defunción levantado por el Departamento de Salud del Canal de Panamá. Su cuerpo fue embalsamado para su posterior traslado a Lima, por vía marítima.
Las honras fúnebres se realizaron en el cementerio Presbítero Maestro el 3 de noviembre, en una ceremonia especial en la cual se le rindió homenaje. Sus restos descansan en el mausoleo que mandó erigir en homenaje a su madre, con otros 13 miembros de su familia.

## Trabajos científicos

### Tesis
- 1889 Tesis de Bachillerato en Ciencias Naturales “Psoralea glandulosa (Culen)”.  Facultad de Ciencias. Universidad Mayor de San Marcos.

- 1894 Tesis de Bachiller: “Breves consideraciones sobre algunos casos de traumatismo medular”. Facultad de Medicina de Lima. Universidad Mayor de San Marcos.

- 1896 Tesis de Doctorado: “Consideraciones sobre algunos casos de embarazo extra – uterino”. Facultad de Medicina de Lima. Universidad Mayor de San Marcos.

- 1908 Tesis de láurea en la Universidad de Bologna: “Verruga andina” (verruga andina o febbre anemizzante de lla Oroya (Malatia di Carrión), para obtener la especialidad en Oftalmología.

### Artículos
- 1894 “Herida por arma de fuego”. Crónica Médica.

- 1984/1985 “Curioso caso de linforragia”. Crónica Médica.

- 1895 “Observaciones sobre un caso interesante de verruga peruana”. Crónica Médica.

- 1897 “Sumario: Accidentes oculares provocados por la Influenza.- Operación de las fístulas antiguas de grandes dimensiones del saco lagrimal”. Crónica Médica.

- 1904 “Algunas observaciones sobre el tratamiento de las hemoptisis de origen bronco-pulmonar”, presentado al 2.° Congreso Médico Latino Americano.

- 1915 “Algunas consideraciones sobre cutirreacción de Von Pirquet en las enfermedades oculares”, presentado al 5.° Congreso Médico Latino Americano.

- 1920 “Un caso de neuro-queratitis paralítica traumática”, artículo en colaboración con el doctor Losno. Anales de la Facultad de Medicina de Lima.

- 1922 “A new procedure in de excision method of pterigium operation”, contribución al Congreso de Oftalmología realizado en Washington.

- 1922 “Bacteriología y anatomía patológica de algunas afecciones oculares del ambulatorio del Hospital Italiano”, en colaboración con el Dr. Ciótola. Crónica Médica.

- 1935 “El tracoma en el Perú”. Congreso Médico Nacional.

### Publicaciones
- 1923. Radiología Clínica. Editado por Sanmartí y Cía., Lima. 214 páginas. Tratado para el dictado de la cátedra, Facultad de Medicina de Lima.